# 蒙自崖爬藤
蒙自崖爬藤（学名：Tetrastigma henryi）为葡萄科崖爬藤属的植物，为中国的特有植物。分布于中国大陆的云南、西藏、贵州等地，生长于海拔600米至1,600米的地区，多生长于山谷林中以及路旁，目前尚未由人工引种栽培。

## 异名
- Tetrastigma henryi Gagn. var. mollifolium W. T. Wang